# Wanda (cráter)
Wanda es un cráter de impacto en el planeta Venus de 21,7 km de diámetro. Lleva de nombre un nombre propio polaco, y su nombre fue aprobado por la Unión Astronómica Internacional en 1985.
Se formó por el impacto de un asteroide. El cráter tiene un pico central escarpado y un suelo liso oscuro al radar, probablemente material volcánico. El cráter no parece estar muy deformado por el movimiento posterior de la corteza que levantó las montañas y derrumbó las llanuras. Sin embargo, el material de la cadena montañosa adyacente al oeste parece haberse derrumbado en el cráter. Los pequeños pozos que se ven al norte del cráter pueden ser pozos de colapso volcánico de unos pocos kilómetros de ancho (1,5 a 3 kilómetros).